# Komaki Kikuchi
Komaki Kikuchi (jap. 菊池小巻 Kikuchi Komaki; ur. 22 lutego 1997) – japońska florecistka, brązowa medalistka mistrzostw świata.
W 2017 roku zdobyła złoto indywidualnie na mistrzostwach świata juniorów w Płowdiwie.
Podczas mistrzostw świata w Mediolanie w 2023 roku Japonki w składzie: Sera Azuma, Komaki Kikuchi, Karin Miyawaki i Yuka Ueno zdobyły brązowy medal w zawodach drużynowych. Była też między innymi piąta drużynowo na mistrzostwach świata w Wuxi w 2018 roku i mistrzostwach świata w Budapeszcie w 2019 roku.
Ponadto zdobyła złoto drużynowo na igrzyskach azjatyckich w Dżakarcie (2018) oraz brąz drużynowo na igrzyskach azjatyckich w Hangzhou (2022).